# Oroquieta (Madrid)
Oroquieta, también llamado Colonia Lucentum y Colonia Nuevo Parque, es un barrio del distrito de Villaverde en Madrid perteneciente al barrio administrativo de Los Rosales. Se sitúa al este de la avenida de Andalucía.
La Calle Villajoyosa es la calle central de la colonia, además de esta, la colonia se compone por las calles de Sáhara, Villafuerte, Ciudadanía y  Villarrosa. Sus límites son al oeste la Avenida de Córdoba, al sur y al sureste la Carretera Villaverde-Vallecas, y al norte y al noreste el barrio del Espinillo.

## Historia
Hacia 1930 el asentamiento de Oroquieta consistía en  una serie de hotelitos que no eran más que viviendas de una planta construidas para los trabajadores de la Vers y tres o cuatro calles promovidas por familias dedicadas a la chatarra o empleados de ferrocarril. Entre los años 40 y 50, la Obra Sindical del Hogar, construyó una serie de colonias en Villaverde, que se caracterizaron por la construcción de bloques de viviendas, con limitación de espacio y de baja calidad, entre ellas se construye la colonia Nuevo Parque llamada también «Oroquieta». Debe su nombre a Francisco Valiente Oroquieta, director de la mencionada Vers y de la factoría Euskalduna y propietario de los terrenos donde luego se levantarían las viviendas.

## Comunicaciones y transporte

### Metro
Al lado de la Carretera de Villaverde a Vallecas se encuentra la estación de Villaverde Bajo-Cruce, de la línea 3 del Metro de Madrid. La estación de Ciudad de los Ángeles, también de la línea 3, se encuentra al norte a unos 5 minutos.

### Autobús
| Línea | Terminales                         | Pasa por:                   |
| ----- | ---------------------------------- | --------------------------- |
| 22    | Legazpi – Villaverde Alto          | Avenida de Córdoba          |
| 59    | Estación de Atocha – San Cristóbal | Avenida de Córdoba          |
| 79    | Legazpi – Villaverde Alto          | Avenida de Córdoba          |
| 85    | Estación de Atocha – Butarque      | Avenida de Córdoba          |
| 123   | Legazpi – Butarque                 | Ctra. Villaverde a Vallecas |
| 130   | Villaverde Alto – Vicálvaro        | Ctra. Villaverde a Vallecas |
| N13   | Cibeles – San Cristóbal            | Calle Villafuerte           |

### Tren
La estación de Villaverde Bajo de Cercanías Renfe está a unos 10-15 minutos andando, aunque se puede ir hasta ella en los autobuses de las líneas 85 y 123 y solo se tarda 5 minutos. En esta estación realizan parada los trenes de las líneas C-3, C-3a y C-4. A la estación de Puente Alcocer se puede acceder mediante los autobuses de las líneas 22 y 130, más o menos se tarda 6-7 minutos. La línea C-5 es la que realiza parada en esa estación.

### Por carretera
Las comunicaciones son muy buenas ya que los accesos de la M-30 y M-40 están muy cerca, y aparte tiene también la avenida de Andalucía que lo comunica con los pueblos del sur.

## Colegios
- Colegio Público Juan de la Cierva (Entre Calle Villafuerte y Calle Villarrosa y la Carretera Villaverde-Vallecas).
- Colegio Concertado Liceo Oroquieta (Calle Sahara).

## Situación
Se encuentra entre el kilómetro 7 y 8 de la Av. de Córdoba. Se encuentra por tanto al sur de la capital. Su extensión es pequeña.
Los barrios con los que linda son:
- El Espinillo (al norte)
- Colonia Rosales (al este)
- Ciudad de Los Ángeles (al oeste)
- Villaverde Bajo (al sur)